# Stenus intermedius
Stenus intermedius är en skalbaggsart som beskrevs av Claudius Rey 1884. Stenus intermedius ingår i släktet Stenus, och familjen kortvingar. Arten är reproducerande i Sverige.